# Katrina Kaif
Katrina Kaif (kəˈʈriːna kɛːf, nascida Katrina Turquotte, 16 de julho de 1983) é uma atriz e modelo britânica que trabalha em filmes em língua hindi. Uma das atrizes mais bem pagas da Índia, ela recebeu diversos prêmios, incluindo quatro Screen Awards e quatro Zee Cine Awards, além de três indicações ao Filmfare. Embora a recepção à sua atuação tenha variado, ela é conhecida por seus papéis em filmes de ação e por sua habilidade de dançar em vários sucessos.
Nascida na ilha de Hong Kong, Kaif morou em vários países antes de se mudar para Londres por três anos. Ela recebeu seu primeiro trabalho de modelo quando adolescente e mais tarde seguiu na carreira. Em um desfile de moda em Londres, o cineasta indiano Kaizad Gustad a escalou para Boom (2003), um fracasso comercial e de crítica. Embora tenha estabelecido uma carreira de modelo de sucesso na Índia, ela inicialmente teve dificuldade em encontrar papéis no cinema devido ao seu fraco domínio do hindi. Depois de aparecer no filme Malliswari (2004), obteve sucesso comercial com as comédias românticas Maine Pyaar Kyun Kiya? (2005) e Namastey London (2007). Seguiu-se com mais uma série de sucessos de bilheteria, mas foi criticada por sua atuação, papéis repetitivos e inclinação para filmes dominados por homens.
As atuações de Kaif no thriller New York (2009) e na comédia romântica Mere Brother Ki Dulhan (2011) foram melhor recebidas, ganhando suas indicações para o Prêmio Filmfare de Melhor Atriz. Sua carreira progrediu com papéis em Ajab Prem Ki Ghazab Kahani (2009), Raajneeti (2010) e Zindagi Na Milegi Dobara (2011), e ela obteve grande sucesso comercial nos thrillers de ação Ek Tha Tiger (2012), Dhoom 3 (2013) e Bang Bang! (2014), que estavam entre os filmes indianos de maior bilheteria daquela década. Após um breve revés, os filmes de ação Tiger Zinda Hai (2017), Sooryavanshi (2021) e Tiger 3 (2023) e o drama Bharat (2019) emergiram como sucessos de bilheteria. A interpretação de Kaif de uma atriz alcoólatra no drama romântico Zero (2018) lhe rendeu o prêmio Zee Cine de Melhor Atriz Coadjuvante.
Na mídia, Kaif aparece frequentemente em listas das celebridades mais populares e atraentes da Índia. Ela lançou sua linha de cosméticos Kay Beauty em 2019, participa de programas e está envolvida com a instituição de caridade de sua mãe, Relief Projects India, que trabalha para ajudar crianças carentes.

## Infância e educação
Katrina Kaif nasceu em Hong Kong, enquanto ocupado pelo Reino Unido, com o sobrenome de sua mãe, Turquotte (também escrito Turcotte), em 16 de julho de 1983. Seu pai, Mohammed Kaif, é um empresário britânico de ascendência caxemira e sua mãe (Suzanne, também escrita Susanna) é uma advogada inglesa e filantropa. Ela tem sete irmãos; uma irmã, Isabel, também é modelo e atriz. Os pais de Kaif se divorciaram quando ela era criança e seu pai mudou-se para os Estados Unidos. Ela disse que seu pai não manteve contato com ela ou seus irmãos enquanto eles cresciam e que foram criados pela mãe. Em uma entrevista de 2009 para o The Indian Express, disse que ainda não mantinha contato com seu pai. Etnicamente, Katrina afirmou que é "cem por cento indiana".
A ascendência paterna de Kaif foi questionada por alguns membros da indústria cinematográfica. Em uma entrevista de 2011 para Mumbai Mirror, a produtora do filme Boom, Ayesha Shroff, acusou Kaif de fabricar sua história: "Criamos uma identidade para ela. Ela era uma linda jovem inglesa, e demos a ela o pai da Caxemira e pensamos em chamá-la de Katrina Kazi. Pensamos em dar a ela algum tipo de ascendência indiana, para se conectar com o público… Mas então pensamos que Kazi parecia muito… religioso?… Mohammad Kaif estava no topo, e então dissemos 'Katrina Kaif parece realmente ótimo'". Kaif negou, chamando os comentários de Shroff de "prejudiciais".

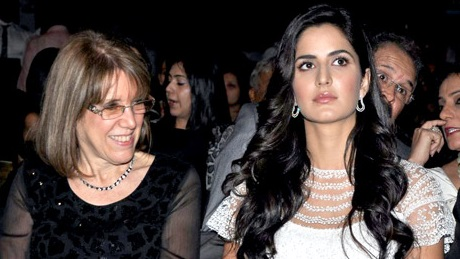
Kaif com sua mãe no People's Choice Awards Índia, em 2012

Como a mãe de Kaif é uma ativista social, a família mudou-se para vários países por períodos variados. Portanto, Kaif e seus irmãos foram educados em casa por uma série de tutores. Ela disse:
Nossas transições durante o crescimento foram: de Hong Kong, onde nasci, para a China, depois para o Japão, e do Japão de barco para a França… Depois da França, Suíça — e estou excluindo muitos países do Leste Europeu onde estivemos apenas alguns meses cada —, depois Polônia em Cracóvia… Depois fomos para a Bélgica, depois para o Havaí, que foi pouco tempo, e depois viemos para Londres.

Kaif morou em Londres por três anos antes de se mudar para a Índia. Aos 14 anos, Kaif ganhou um concurso de beleza no Havaí e recebeu seu primeiro trabalho como modelo em uma campanha de joias. Posteriormente, modelou profissionalmente em Londres, trabalhando para agências freelance e aparecendo regularmente na Semana de Moda de Londres. Nesse período, ela visitou a Índia pela primeira vez depois que um amigo asiático sugeriu que fizessem uma viagem ao país.

## Carreira

### Estreia na atuação (2003–2005)
Em um desfile de moda, Kaif atraiu a atenção do cineasta londrino Kaizad Gustad. Ela fez sua estreia como atriz no filme de Gustad, Boom, estrelado por Amitabh Bachchan, Gulshan Grover, Jackie Shroff, Madhu Sapre e Padma Lakshmi. Durante as filmagens na Índia, recebeu outras ofertas e decidiu ficar no país; ela então mudou o sobrenome para o do pai porque achou que seria mais fácil de pronunciar. Posteriormente foi notada como modelo depois de desfilar para Rohit Bal na Semana de Moda da Índia e aparecer no primeiro Kingfisher Calendar. Depois de endossar marcas como Coca-Cola, LG, Fevicol e Samsung, logo estabeleceu uma carreira de modelo de sucesso na Índia.
Boom (2003) teve sua primeira exibição no Festival de Cinema de Cannes, onde foi fortemente promovido, mas tornou-se um fracasso comercial e crítico. A representação de Kaif de uma supermodelo presa pela máfia Indiana foi mal recebida; Ziya Us Salam do The Hindu escreveu sobre as fracas atuações dela e de outras estrelas femininas, criticando sua inexpressividade. Mais tarde, ela descartou Boom como uma parte sem importância de sua carreira, atribuindo sua escolha ao desconhecimento do gosto cinematográfico do público indiano na época. Hindustan Times relatou que após o lançamento de Boom, Kaif foi descartada devido ao seu fraco hindi e forte sotaque britânico; como resultado, os cineastas hesitaram em escalá-la para seus filmes. Ela logo começou a trabalhar em sua dicção nas aulas de hindi. Em 2003, o diretor Mahesh Bhatt a substituiu por Tara Sharma em Saaya, pois achou sua atuação no estúdio abaixo da média em comparação com sua audição.
Após o fracasso de seu primeiro projeto de Bollywood, Kaif apareceu em Malliswari (2004), no qual ela desempenhou o papel-título de uma princesa forçada a fugir de seu zelador assassino. Kaif recebeu um salário de ₹7.5 milhões (US$ 468 567,37), o mais alto para uma protagonista feminina na época no cinema sul-indiano; Sify atribuiu essa conquista à sua aparência e corpo. Apesar das críticas negativas por sua atuação, ela foi indicada ao Prêmio Filmfare de Melhor Atriz e recebeu várias ofertas de filmes depois. Malliswari foi uma obra lucrativa. Em 2005, apareceu brevemente como namorada de Abhishek Bachchan no thriller de Ram Gopal Varma Sarkar. Em seguida, apareceu ao lado de Salman Khan, Sushmita Sen e Sohail Khan em Maine Pyaar Kyun Kiya?, um filme que considerou seu "primeiro passo real em Bollywood". Dirigido por David Dhawan, o filme foi um remake de sucesso da comédia romântica Cactus Flower. Por seu papel como modelo suicida, Kaif recebeu o Prêmio Stardust de Atuação Inovadora Feminina. De acordo com Sukanya Verma do Rediff.com, "o charme semelhante as princesas Disney de Katrina aumenta sua adorável presença na tela". Kaif seguiu com seu segundo filme em telugu, Allari Pidugu, no qual teve "muito pouco papel a desempenhar e sacudiu uma ou duas pernas com o herói", segundo um crítico do The Hindu.

### Parceria com Akshay Kumar (2006–2008)
Em 2006, ela apareceu no filme mal sucedido Humko Deewana Kar Gaye de Raj Kanwar, que marcou a primeira de suas frequentes colaborações com Akshay Kumar. Conta a história de dois estranhos com ideias semelhantes que se apaixonam apesar de estarem noivos. Um crítico do Sify escreveu que Kaif era "razoavelmente competente em um papel feito sob medida, dando um leve toque emocional a algumas cenas", mas foi ofuscada por atrizes coadjuvantes. No mesmo ano, interpretou uma atriz no thriller policial Balram vs. Tharadas.
As perspectivas de carreira de Kaif melhoraram em 2007, quando ela apareceu em quatro sucessos de Bollywood. Em uma entrevista ao The Indian Express, ela chamou a comédia romântica de Vipul Amrutlal Shah, Namastey London, de seu primeiro papel dominante. Kaif usou sua vida em Londres como referência para a personagem Jasmeet Malhotra, uma garota mimada que pretende se casar com seu egocêntrico namorado britânico, apesar da desaprovação de seus pais. Embora os críticos tenham expressado opiniões divergentes sobre o filme, Sukanya Verma escreveu que Kaif "adequa-se ao papel" e "traz viva a mistura picante de sua personagem com estilo e substância". A química dela com a co-estrela Akshay Kumar foi particularmente bem recebida, com Nikhat Kazmi do The Times of India chamando suas cenas de "revigorante". Taran Adarsh da Bollywood Hungama a considerou confiante em Humko Deewana Kar Gaye e uma "revelação" em Namaste London,  por ser convincente nas cenas complexas. No livro Indian Film Stars: New Critical Perspectives, o autor Michael Lawrence escreveu que a decisão dos cineastas de escalar Kaif como uma indiana não residente em vários filmes, incluindo Namastey London, foi para capitalizar sua aparência estrangeira. Lawrence considerou o hindi dela com sotaque inglês parte de seu apelo.

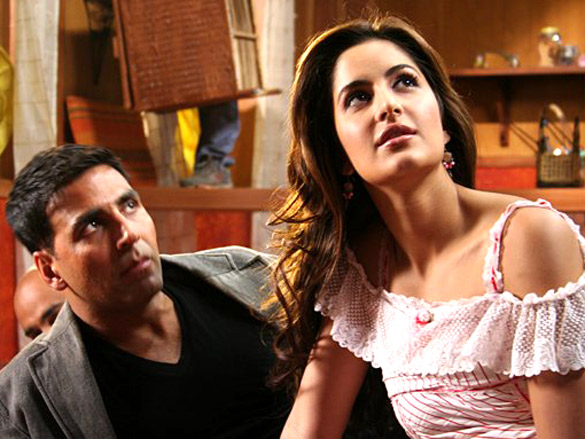
Kaif e Akshay Kumar no estúdio de Welcome (2007); eles se uniram em vários filmes de sucesso.

Kaif teve um papel coadjuvante como médica no drama esportivo Apne, um lançamento muito aguardado, pois marcou a primeira aparição de Dharmendra com seus filhos, Sunny Deol e Bobby Deol. Depois de Apne, ela voltou a colaborar com o diretor David Dhawan e Salman Khan para a comédia Partner, um remake de Hitch co-estrelado por Govinda e Lara Dutta. Com uma receita global de ₹1.03 bilhões (US$ 64,35 milhões), foi um grande sucesso financeiro. O último filme do ano dela foi a comédia de Anees Bazmee Welcome, ao lado de Akshay Kumar, Nana Patekar, Mallika Sherawat e Anil Kapoor. Embora tenha gerado muitas críticas negativas, provou ser o segundo filme de Bollywood de maior bilheteria em 2007. A semelhança dos papéis foi notada por Shoma Chaudhury do Tehelka, que a chamou de "colírio descarado para os olhos", acrescentando que ela foi "uma bela peça em Welcome" e "mais do mesmo em Partner e Apne".
Em 2008, fez parte de três lançamentos, o primeiro dos quais foi o thriller de ação Race, uma história sobre dois meio-irmãos que se tornaram rivais e estão na disputa pelo dinheiro do seguro de seu pai. Ela interpretou a secretária de Saif Ali Khan, que é amante de seu meio-irmão (Akshaye Khanna). Nikhat Kazmi gostou do visual e da ação do filme, mas achou Kaif inexpressiva em seu papel. Ela voltou na comédia de ação Singh Is Kinng, que rendeu ₹1.25 bilhões (US$ 78,09 milhões) em todo o mundo e se tornou seu sexto sucesso consecutivo de bilheteria. No entanto, recebeu críticas mistas por seu desempenho. Rajeev Masand do News18 considerou Kaif "uma monstruosidade em todos os sentidos da palavra" e sua atuação fraca. O último filme do ano - o drama de Subhash Ghai Yuvvraaj - foi um grande fracasso de bilheteria. Em preparação para seu papel como violoncelista, ela praticou com membros de uma orquestra. Sua interpretação de uma garota proibida por seu pai de se casar com seu pobre amante foi bem recebida por Sonia Chopra do Sify: "Katrina é maravilhosa, toca violoncelo de forma convincente e parece etérea". Apesar da recepção mista do trabalho, seu roteiro foi adicionado à biblioteca da Academia de Artes e Ciências Cinematográficas por seu mérito artístico.
Até este ponto, a voz de Kaif era dublada na maioria de seus filmes devido à sua falta de fluência em hindi e outras línguas faladas na Índia. Embora seus filmes durante esse período tenham sido bem-sucedidos financeiramente, os críticos notaram que ela recebeu papéis menores em obras dominadas dos homens, enquanto suas performances foram amplamente criticadas. Ela justificou a escolha desses personagens como parte do aprendizado. Quando criticada por sua relutância em aparecer em filmes de menor escala para ganhar credibilidade como atriz, respondeu: "Não acredito que você tenha que tirar a maquiagem e parecer simples para provar que é atriz… Não vou fazer um filme sombrio, que ninguém vai assistir, só para que as pessoas me levem a sério como atriz". Kaif participou da turnê mundial Temptations Reloaded de Shah Rukh Khan em 2008. A turnê começou em Amsterdã em junho e terminou quatro meses depois no Festival City Arena de Dubai diante de um público de 15 000 pessoas.

### Ascensão ao sucesso (2009–2013)
Depois de uma série de filmes em que ela foi escalada para personagens glamourosas e "doces", Kaif começou a procurar papéis mais substanciais. Uma dessas oportunidades surgiu com o drama terrorista de Kabir Khan New York (2009). Coestrelado por John Abraham e Neil Nitin Mukesh, o enredo acompanha a vida de três amigos quando um deles é detido injustamente após os ataques de 11 de setembro. Kaif interpretou Maya, uma estudante universitária que, sem saber, se casa com um terrorista. Tendo enfrentado discriminação racial quando estava em Londres, ela se identificou com as experiências da personagem. New York teve um bom desempenho de bilheteria e recebeu críticas favoráveis. De acordo com Subhash K. Jha, Kaif teve sucesso como atriz em um papel importante e retratou de forma convincente a transição de uma estudante despreocupada para uma esposa atormentada. Um crítico do The Times of India considerou-a o melhor desempenho de sua carreira. New York trouxe a Kaif sua primeira indicação ao Filmfare Award de Melhor Atriz. Ela então apareceu em uma participação especial no thriller subaquático Blue. Ainda estrelou com Ranbir Kapoor a comédia de sucesso de Rajkumar Santoshi, Ajab Prem Ki Ghazab Kahani (2009), com uma personagem órfã forçada a se casar com um homem rico. Taran Adarsh do Bollywood Hungama elogiou a dupla energética e destacou que ela teve um bom desempenho tanto em cenas emocionais quanto leves. Seu último filme do ano foi a comédia de Priyadarshan De Dana Dan. Ela ainda se apresentou com Akon na cerimônia de encerramento da Indian Premier League 2009 no Wanderers Stadium, em Joanesburgo.

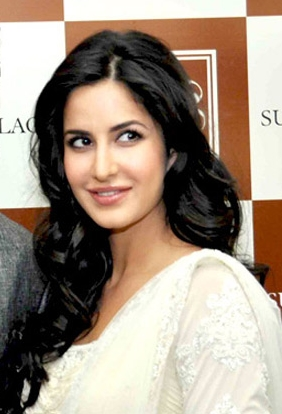
Kaif em evento promocional para Zindagi Na Milegi Dobara, em 2011

Em 2010, Kaif apareceu no thriller político de Prakash Jha, Raajneeti, como parte de um elenco que incluía Ranbir Kapoor, Ajay Devgan, Arjun Rampal, Nana Patekar, Manoj Bajpai e Sarah Thompson. O filme foi inspirado em Mahabharata e no romance de 1969 de Mario Puzo The Godfather. Situado em Bhopal, o filme descreveu uma campanha eleitoral ferozmente travada por dois partidos que tentavam tomar o poder com manipulação, corrupção e traição. Kaif rejeitou as especulações da mídia de que sua personagem era baseada em Sonia Gandhi. Em preparação para seu papel como Indu, ela assistiu aos vídeos da campanha eleitoral de Priyanka Gandhi para estudar a linguagem corporal e a interação dos políticos. O filme recebeu críticas principalmente positivas. Rajeev Masand achou Raajneeti "emocionante", embora Namrata Joshi criticasse a representação de mulheres no filme. Nikhat Kazmi considerou Kaif "despreocupada e inconsciente da câmera" e escreveu que ela "parece calçar sapatos de alta potência facilmente". O trabalho fez grande sucesso de bilheteria, recebendo uma arrecadação total de ₹1.4 bilhões (US$ 87,47 milhões).
Kaif colaborou com Akshay Kumar pela sexta vez na comédia Tees Maar Khan (2010), no qual interpretou uma aspirante a atriz, namorada de um criminoso. Sua dança foi coreografada pelo diretor do filme, Farah Khan, e para a parte de dança do ventre foi treinada pela especialista Veronica D'Souza. Apesar da popularidade da música-tema, Tees Maar Khan foi recebido negativamente pelos críticos e seu desempenho de bilheteria foi ruim. A representação de Kaif não foi bem recebida; Renuka Rao do Daily News and Analysis achou sua "atuação de rainha do drama" ruim, mas notou que ela era excepcional na dança.
No ano seguinte, Kaif fez par com Hrithik Roshan na comédia dramática de Zoya Akhtar Zindagi Na Milegi Dobara. O filme narra a história de três amigos em uma viagem de solteiro e traz Kaif como Laila, uma instrutora de mergulho que se envolve romanticamente com o personagem de Roshan. Ela teve dificuldade em filmar sua cena de mergulho devido à sua inexperiência; estava com tanto medo que cravou as unhas no colega Roshan. A obra foi um sucesso comercial e de crítica. Richard Kuipers da Variety comentou que ela está "encantadora" no papel. Zindagi Na Milegi Dobara recebeu vários prêmios de Melhor Filme. Em Mere Brother Ki Dulhan (2011), Kaif estrela ao lado de Imran Khan e Ali Zafar. Ela se viu desafiada pelo papel de Dimple Dixit, cuja natureza loquaz e imprevisível divergiu fortemente com sua personalidade. A comédia romântica teve críticas mistas, com a interpretação geralmente sendo elogiada. O livro Mother Maiden Mistress chama Dimple de uma das personagens femininas mais interessantes do ano. De acordo com Gaurav Malani do The Economic Times, o filme pode ser assistido principalmente pela "energia viva de Katrina, na qual ela nunca exagera e continua agitada com vivacidade". Por esta atuação, recebeu sua segunda indicação ao Filmfare na categoria Melhor Atriz.
Em 2012, Kaif dançou em Agneepath. Filmando o videoclipe que terminou em dez dias, a dança folclórica provou ser um desafio, pois seu estilo era novo para ela. Rachit Gupta do Filmfare atribuiu o sucesso da música em parte à sua "energia contagiante", observando que seus "giros e movimentos da barriga foram um ataque violento de atração para os fãs". Ela apareceu a seguir no thriller de espionagem de Kabir Khan Ek Tha Tiger como uma agente paquistanesa da ISI que se apaixona por um indiano da RAW. O trabalho recebeu críticas predominantemente positivas, com Aniruddha Guha do Daily News and Analysis chamando-o de "inteligente e estiloso". Shubhra Gupta do The Indian Express escreveu sobre sua atuação: "Katrina é um contraponto hábil e animado para Salman, suas longas pernas tornando seus saltos e chutes credíveis". Com ganho total de ₹3.1 bilhões (US$ 193,67 milhões), Ek Tha Tiger foi o filme de Bollywood de maior bilheteria do ano.

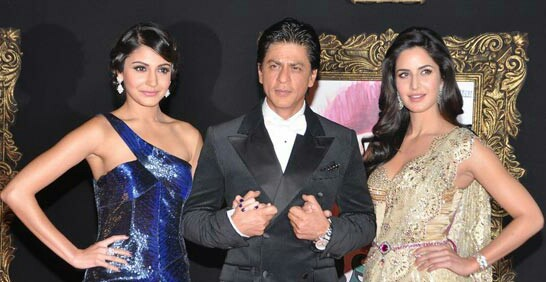
Kaif (à direita) com Anushka Sharma e Shah Rukh Khan na estreia de Jab Tak Hai Jaan, em 2012

No final do ano, Kaif fez par com Shah Rukh Khan na produção de Yash Chopra, o romance Jab Tak Hai Jaan. Ela expressou seu entusiasmo em trabalhar com Chopra, dizendo que ele "sem dúvida é o rei do romance e sempre admirei a maneira como ele apresenta suas heroínas. Sempre foi um sonho trabalhar com ele e a realidade é ainda melhor". Ela interpretou Meera, uma mulher que promete terminar seu caso com seu amante em coma se ele sobreviver. Embora o filme tenha recebido críticas em sua maioria positivas, o desempenho dela teve uma recepção mista. News18 considerou Kaif inexpressiva em sua parte e a encontrou lutando em cenas emocionais e complexas. Comercialmente, o filme foi um sucesso de bilheteria, com receitas de ₹2.11 bilhões (US$ 131,82 milhões) em todo o mundo. Posteriormente, Kaif participou de um desfile de moda realizado em memória de Chopra.
Em 2013, Kaif realizou o concerto Temptations Reloaded em Muscat, Omã, apresentando-se para um público de mais de 18 000 pessoas, além de se juntar a Shah Rukh Khan, Deepika Padukone e Pitbull em Calcutá para a cerimônia de abertura do Indian Premier League. No mesmo ano, apareceu brevemente com Aamir Khan no thriller de ação de Vijay Krishna Acharya Dhoom 3. Para se preparar para seu papel como artista de circo, realizou um regime de um ano e treinamento funcional. O filme recebeu críticas ambivalentes e Kaif foi criticada por assumir um papel insubstancial, embora Taran Adarsh a considerasse "etérea" e "movendo-se com incrível graça em números de dança". Ganhando ₹5.42 bilhões (US$ 338,62 milhões) em receitas, Dhoom 3 se tornou o filme de Bollywood de maior bilheteria de todos os tempos até ser superado por PK em 2014.

### Decaídas e retornos (2014–2018)
A próxima aparição de Kaif foi em Bang Bang! de Siddharth Anand (2014), um remake da comédia de ação de 2010 Knight and Day. Ela interpretou uma recepcionista de banco que involuntariamente é raptada por um agente secreto (Hrithik Roshan). Raja Sen, do Rediff.com, não gostou de seu desempenho, descrevendo-o como "insuportável". O filme foi um sucesso comercial, embora analistas tenham observado que não atendeu às expectativas de bilheteria. A única aparição dela em 2015 foi com Saif Ali Khan no drama de Kabir Khan, Phantom, sobre ataques em Mumbai. Para se preparar para o papel da ex-agente do RAW, Nawaz Mistry, ela aprendeu um pouco de língua árabe. Os dois trabalhos dela no ano seguinte — Fitoor e Baar Baar Dekho — foram um fracasso comercial. Fitoor de Abhishek Kapoor é uma adaptação da obra de Charles Dickens, Great Expectations. Namrata Joshi achou Kaif boa em cenas onde ela dança, sorri ou flerta, mas inadequada em partes dramáticas. Ela fez par com Sidharth Malhotra no romance de ficção científica de Nitya Mehra Baar Baar Dekho. Shubhra Gupta do The Indian Express achou Kaif inexpressiva, mas elogiou o número de dança energético dela, que acumulou mais de um bilhão de visualizações no YouTube. Ainda em 2016, juntou-se a outras celebridades indianas na Dream Team Tour, onde se apresentaram em diversas cidades norte-americanas.

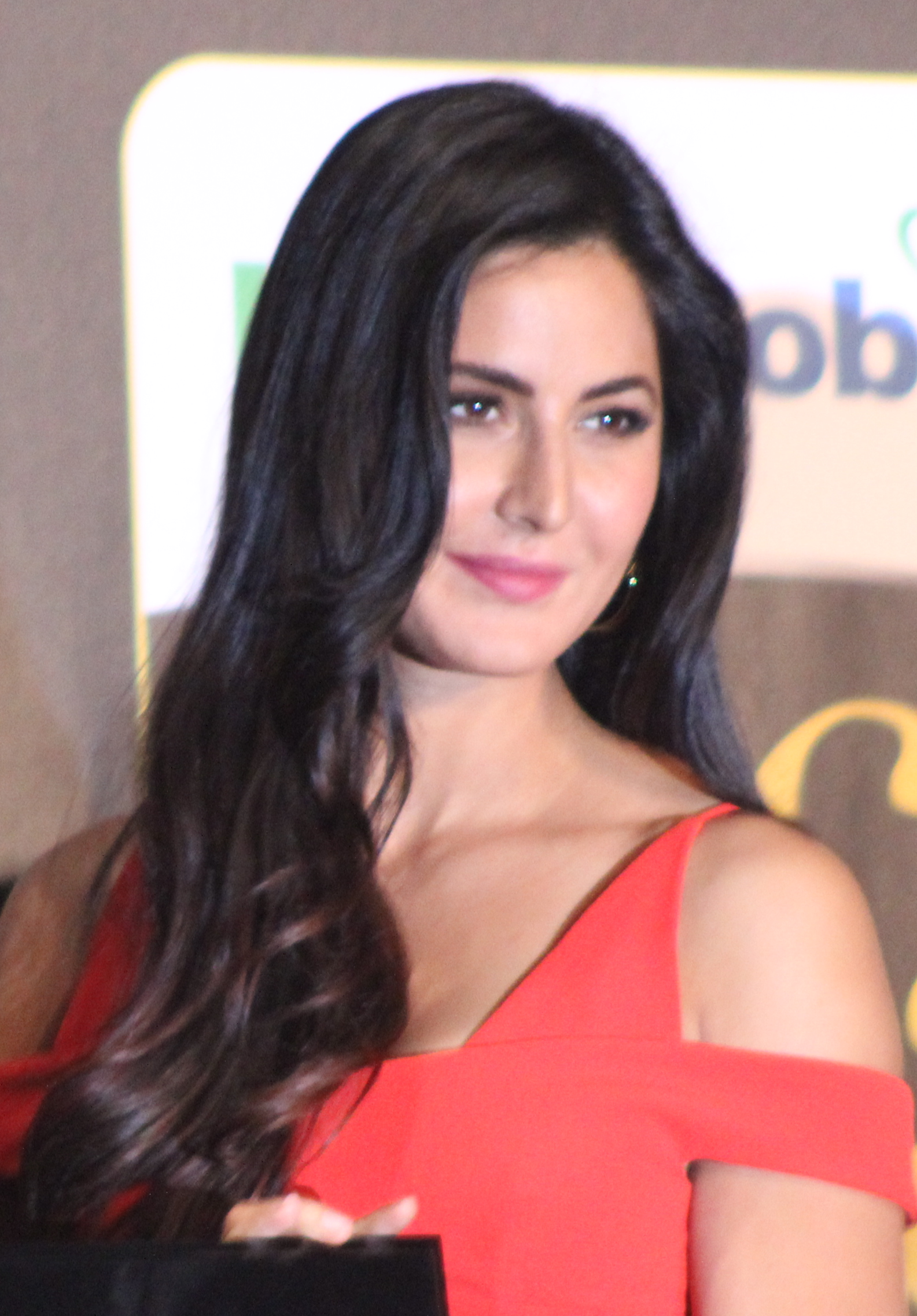
Kaif no 18º IIFA Awards em 2017

Em seguida, Kaif atuou ao lado de Ranbir Kapoor em  Jagga Jasoos, dirigido por Anurag Basu. A comédia foi lançada em 2017 após atrasos causados por mudanças no roteiro e diversas refilmagens. O filme teve uma resposta mista da crítica e foi uma decepção comercial. Mayank Shekhar do Mid-Day elogiou os atores por estarem confiantes diante das câmeras, mas Saibal Chatterjee da NDTV notou uma discrepância em cena entre Kaif e Kapoor. No mesmo ano, voltou a trabalhar com Salman Khan, reprisando o papel de Zoya no thriller de ação de Ali Abbas Zafar Tiger Zinda Hai, uma sequência do filme de 2012 Ek Tha Tiger. O filme estreou no fim de semana de Natal com fortes arrecadações de bilheteria, eventualmente obtendo mais de ₹5.6 bilhões (US$ 349,86 milhões) em todo o globo para ser classificado como seu lançamento de maior bilheteria. Rachit Gupta escreveu que Kaif compensou seu diálogo limitado realizando de forma convincente as cenas com combate corpo a corpo e tiroteios, chamando de "revigorante ver uma senhora arrasar com tanto élan e dar todos os socos como se fossem reais". Um artigo da BBC de Shubhra Gupta sobre a objetificação de personagens femininas em Bollywood considerou Kaif como uma heroína de ação refrescante.
Os dois lançamentos de Kaif em 2018 — o filme de ação e aventura de época Thugs of Hindostan e a comédia dramática romântica Zero— foram feitos com grandes orçamentos. Apesar de estarem entre os lançamentos mais esperados daquele ano, os dois filmes não tiveram sucesso. Com relação ao fracasso do primeiro, ela admitiu não ter investido muito no projeto devido ao pouco tempo de tela. Kaif inicialmente hesitou em aceitar o papel de uma segunda protagonista feminina, mas acabou concordando depois que Khan e Rai insistiram. Embora Zero tenha recebido críticas mistas, a interpretação dela de uma atriz alcoólatra rendeu elogios da crítica; Udita Jhunjhunwala do Mint creditou-a por entregar "o que poderia ser considerado seu desempenho mais autêntico". Chamando-a de um dos "ladrões de cena" de Bollywood em 2018, Sukanya Verma achou que Kaif era uma "revelação" e seus "olhos chorando constantemente, cinismo com cara neutra e a submissão sincera a impulsos humilhantes sublinham a fragilidade sob o furor". Por Zero, recebeu o prêmio Zee Cine de Melhor Atriz Coadjuvante e uma indicação ao Filmfare na mesma categoria.

### Sucesso adicional (2019–presente)

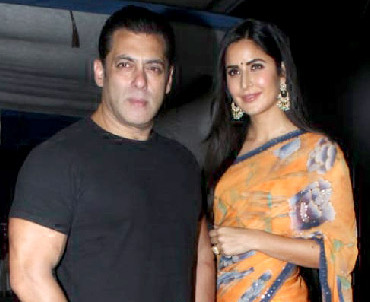
Kaif e seu frequente co-estrela Salman Khan, promovendo Bharat em 2019

Em 2019, Kaif mais uma vez colaborou com Salman Khan e Ali Abbas Zafar no drama Bharat, uma adaptação do filme sul-coreano Ode to My Father (2014). Ela substituiu Priyanka Chopra no papel de uma engenheira que se apaixona pelo personagem de Khan. Kaif rejeitou as especulações da mídia de que ela aceitou a personagem como um favor para seu amigo Khan e citou sua apreciação pelo roteiro. Bharat tornou-se um dos filmes hindus de maior bilheteria de 2019. Embora as críticas ao filme tenham sido variadas, Mike McCahil do The Guardian notou a "química bem cuidada" entre ambos e pensou que "a sinceridade em seu olhar" ajudou o público a ignorar as escolhas questionáveis de sua personagem. O único filme dela em 2020 teria sido Sooryavanshi de Rohit Shetty ao lado de Akshay Kumar, mas a pandemia de COVID-19 na Índia causou vários atrasos até seu lançamento final em novembro de 2021. Admiradora do estilo de direção de Shetty, interpretou a esposa do personagem de Kumar. Sooryavanshi foi um sucesso de bilheteria, tornando-se brevemente o filme de maior bilheteria do ano na Índia. Em seguida, interpretou um fantasma na comédia de terror Phone Bhoot (2022), ao lado de Siddhant Chaturvedi e Ishaan Khatter. Revisores do The Indian Express e The Week não ficaram impressionados com o tempo cômico.
Em seguida, reprisou seu papel como Zoya em Tiger 3 (2023). Ela considerou o treinamento físico de dois meses para realizar suas cenas de ação no filme o mais desafiador de sua carreira. Um avaliador do site do crítico Roger Ebert escreveu que Kaif "consegue roubar algumas cenas", em particular uma sequência de combate em uma casa de banhos, enquanto mantém um fascínio superior com uma arma em comparação com a co-estrela Salman Khan. Tiger 3 teve o maior fim de semana de abertura da carreira de Kaif e arrecadou mais de ₹4.6 bilhões (US$ 287,39 milhões) globalmente.
Em 2024, estrelou com Vijay Sethupathi no thriller de Sriram Raghavan Merry Christmas, sobre dois estranhos que se conectam na véspera de Natal. Duas versões do filme foram filmadas, uma em hindi e outra em tâmil. Kaif descreveu o processo de filmagem da versão tâmil como particularmente difícil, pois ela não entendia o idioma. Escrevendo para Scroll.in, Jhunjhunwala elogiou a química entre Sethupathi e ela, acrescentando que "Kaif captura a fragilidade e alegria de Maria com uma abertura que é rara de encontrar em suas performances".

## Outros trabalhos
Kaif apoia várias causas e organizações de caridade. Ela recebeu elogios do The Times of India por manter um perfil discreto sobre seu trabalho filantrópico. Ela está ativamente envolvida com o Relief Projects India, um fundo de caridade administrado por sua mãe que trabalha na promoção da causa de crianças carentes, incluindo o fornecimento de educação de qualidade, a reabilitação e a prevenção do infanticídio feminino. Doa uma quantia de seus ganhos anualmente para o fundo e seus ganhos nos game shows 10 Ka Dum e Kaun Banega Crorepati foram doados ao orfanato Mercy Home de sua mãe. Para arrecadar fundos para uma nova escola construída pela instituição de caridade de sua mãe em Madurai, ela gravou Rhyme Skool (2010), um álbum de canções infantis compostas por A. R. Rahman. Kaif também doou roupas e pertences pessoais para arrecadar fundos para uma unidade de cuidados pré-natais na Casa de Misericórdia Claretiana em Madurai.

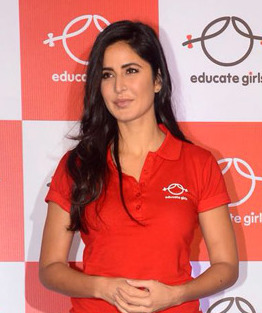
Kaif em um evento para a Educate Girls em 2018

Kaif tem falado abertamente sobre igualdade de gênero, violência doméstica e empoderamento das mulheres. Ela enfatizou o papel da educação na luta contra a desigualdade de gênero e a violência contra as mulheres. Discutindo disparidades salariais entre homens e mulheres, ela se disse a favor que mais obras de grande orçamento serem dominadas por mulheres no cinema hindi. Em 2010, Kaif foi uma das várias celebridades que criaram mensagens promocionais para o Pearls Wave Trust, que faz campanha contra a violência e o abuso de mulheres e meninas. Ela foi convidada como uma das palestrantes na conferência WeUnite 2016, um evento organizado pela ONU Mulheres como parte da iniciativa Orange the World para a igualdade de gênero e o empoderamento das mulheres.
Kaif expressou seu apoio aos direitos dos LGBT+, causas associadas ao câncer e à educação das crianças. Ela visitou a Associação de Ajuda a Pacientes com Câncer para presentear sobreviventes do câncer e aumentar a conscientização pública sobre o câncer de mama e câncer cervical em 2012. No ano seguinte, apareceu ao lado de outras celebridades em um comercial, produzido pela National Film Development Corporation of India, para conscientizar sobre a educação das crianças. Atuando com a Being Human Foundation para ajudar a reabilitar crianças que vivem nas ruas, Kaif participou do desfile de moda Being Human em 2009 e 2010. Em 2018, foi nomeada embaixadora da Educate Girls, uma organização sem fins lucrativos que promove e apoia a educação de meninas nas partes mais remotas e com desafios educacionais da Índia. Como parte de seu papel como embaixadora, ela visitou uma vila remota em Madhya Pradesh.
Em 2019, lançou a iniciativa #Kare, um programa de caridade sob sua marca de cosméticos Kay Beauty em apoio a diversas causas sociais, incluindo o emprego de mulheres rurais. Em 2007, Kaif juntou-se aos esforços do Escritório das Nações Unidas sobre Drogas e Crime (UNODC) para conter o tráfico de pessoas na Índia. Kaif visitou locais em Jammu como parte do reality show da NDTV Jai Jawan (2011). Ela também desfilou na passarela do designer Manish Malhotra no desfile anual de moda beneficente da Fundação Sachachari em 2016. Durante a pandemia de COVID-19 na Índia em 2020, ela doou uma quantia não revelada de dinheiro ao Fundo PM CARES e ao Fundo de Ajuda do Ministro-Chefe de Maharashtra, além de financiar pequenos negócios de 100 dançarinos da indústria cinematográfica hindi.

## Vida pessoal

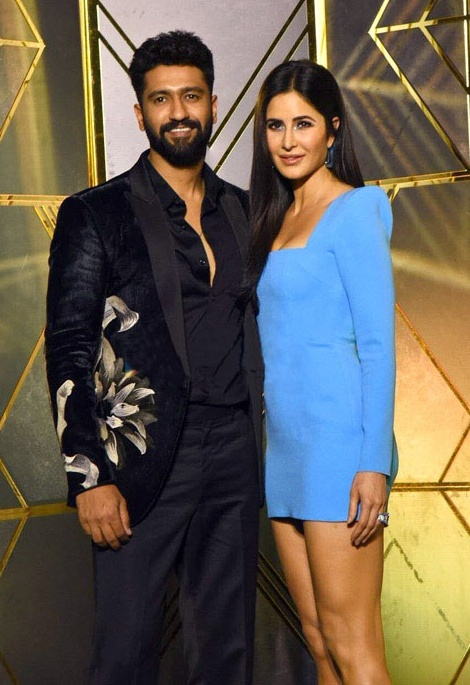
Kaif com seu marido Vicky Kaushal em 2022

Kaif tem um relacionamento próximo com sua família e a falta de uma figura paterna em sua vida deu-lhe um senso de responsabilidade para com eles. Embora a mãe de Kaif seja cristã e seu pai muçulmano, Kaif afirma que teve permissão para praticar a fé de sua escolha e é uma “crente firme em Deus”. O Times of India  relatou em 2009 que ela visitava templos e santuários do sufismo antes de seus filmes serem lançados.
Kaif está relutante em discutir sua vida pessoal, que tem sido objeto de atenção da mídia na Índia. "Sempre acreditei que existe vida antes e depois do casamento. Antes do casamento... você é considerada uma mulher solteira e eu escolho conduzir essa parte da minha vida com absoluta dignidade e discrição".
Embora rumores de um relacionamento com o ator Salman Khan tenham surgido em 2003, só anos depois do rompimento é que Kaif falou sobre isso, chamando-o de seu primeiro relacionamento sério. Eles continuaram amigos e ela credita Khan por lhe dar "confiança e orientação". Kaif se relacionou com o ator Ranbir Kapoor durante as filmagens de Ajab Prem Ki Ghazab Kahani. Em agosto de 2013, fotos de Kapoor e Kaif em férias vazaram na revista Stardust, que foram interpretadas como uma confirmação de um relacionamento sério. Após o surgimento das imagens, Kaif publicou uma carta aberta afirmando que estava “chateada, angustiada e invadida” pela violação de privacidade. Eles terminaram em 2016. Kaif se casou com o ator Vicky Kaushal em 9 de dezembro de 2021 no Six Senses Resort, em Sawai Madhopur, Rajasthan. O casamento deles foi objeto de ampla cobertura da mídia, tornando as fotos oficiais da cerimônia a postagem mais curtida no Instagram na Índia até então.

## Imagem pública
Kaif é considerada uma das celebridades mais populares e conhecidas da Índia. Seu sucesso em Bollywood gerou um afluxo de artistas estrangeiros na esperança de se estabelecerem na indústria. De acordo com um artigo do India Today, apesar de sua diferença com uma heroína convencional de Bollywood, Kaif "transformou cada adversidade em oportunidade e escalou o escorregadio pólo do estrelato". Alia Waheed, do The Guardian, escreveu que ela "se ajustou à nova tendência para uma imagem mais moderna da heroína de Bollywood" por meio de seu estilo ocidental. Como parte de uma análise de carreira, Nivedita Mishra do Hindustan Times observou que, apesar de seu fraco domínio inicial da língua hindi e uma estreia como atriz malsucedida, Kaif assumiu posteriormente papéis em filmes que destacavam sua presença "charmosa e jovial" na tela. Mishra disse ainda que ela se estabeleceu como uma das atrizes mais bem pagas da Índia ao reconhecer suas limitações, enfatizando seus pontos fortes como artista e fazendo escolhas inteligentes. Em resposta ao estereótipo, Kaif falou em acreditar em si mesma e usar isso como motivação para fazer o que gosta.

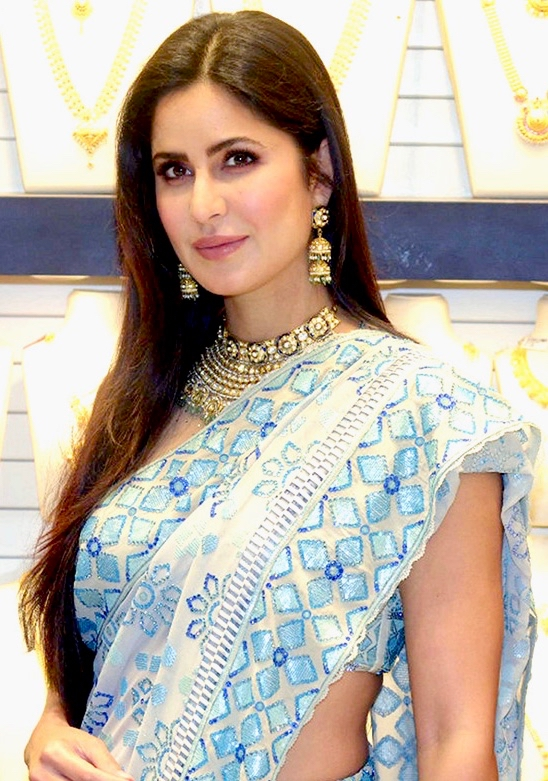
Kaif em um evento em 2018

Apesar de ser uma estrela de cinema de sucesso comercial, Kaif recebeu críticas mistas por sua habilidade como atriz. Escrevendo para o Firstpost, Anuya Jakatdar sugeriu que ela deveria aceitar papéis desafiadores em vez de "aproveitar o apelo de bilheteria de sua co-estrela" e criticou sua inclinação para papéis glamorosos. Khalid Mohamed do Khaleej Times da mesma forma considerou sua relutância em correr riscos atuando em filmes independentes uma fraqueza. Questionada se tem um papel dos sonhos, ela disse que escolhe os roteiros de forma intuitiva e não tem preferência por um gênero específico. A habilidade de dançar de Kaif recebeu críticas melhores; ela foi descrita como uma das melhores dançarinas de Bollywood pelo The Times of India e The Indian Express. Rachit Gupta a aclama como "a rainha indiscutível dos números de dança em Bollywood". Inicialmente relutante em dançar em filmes, Kaif desenvolveu um amor pela dança e mais tarde descreveu-a como uma experiência alegre e relaxante. Em 2010, disse que passava várias horas por dia praticando danças tradicionais.
Kaif é citada na mídia como uma das celebridades mais bonitas da Índia e obteve uma classificação elevada nas pesquisas que escolhem as celebridades indianas mais atraentes. Ela foi nomeada a "mulher mais sexy do mundo" pela FHM India cinco vezes de 2008 a 2013, e apareceu na lista da Verve das mulheres mais poderosas em 2009 e 2010. A revista britânica Eastern Eye a classificou como a "mulher asiática mais sexy" de 2008 a 2010 e novamente em 2013. Kaif foi nomeada "mulher mais desejável" do The Times of India em 2010 e mais tarde ficou em segundo lugar de 2011 a 2013. Em 2010 e 2011, a Mattel lançou dois conjuntos de bonecas da Barbie com base em Kaif.  A edição indiana da People a descreveu como "a mulher mais bonita da Índia" em 2011 e três anos depois ela liderou a lista "hot 100" da Maxim India. Uma figura de cera dela em tamanho real foi instalada no Madame Tussauds de Londres em março de 2015, tornando-a a oitava atriz de Bollywood a ser homenageada. Shikha Talwar da GQ India comentou sobre o "físico invejável" de Kaif, que ela atribuiu às suas rotinas de exercícios e dieta saudável. Jornalistas do The Hindu e do Hindustan Times, respectivamente, notaram sua "elegância e estilo simplista característicos" e o "senso de originalidade e imensa graça" em sua moda.
Em 2019, Kaif lançou sua marca de cosméticos Kay Beauty em parceria com a empresa indiana de comércio eletrônico Nykaa. Incluía uma variedade de produtos, incluindo batons, bases e blushes compactos. Em declarações à Cosmopolitan, ela disse que sua marca tem como objetivo desafiar os padrões de beleza da sociedade e promover inclusão e conforto na pele. A marca, a primeira de uma celebridade da Índia na época, foi elogiada por sua inclusão e diversidade. Kaif foi considerada uma das atrizes mais bem pagas da Índia. Ela é embaixadora de diversas marcas, incluindo Nakshatra, Lux, Panasonic, Lakmé e L'Oréal. The Economic Times a classificou como a segunda pessoa mais bem paga da Índia em 2012. Hindustan Times relatou em 2014 que ela recebeu ₹50 milhões (US$ 3,12 milhões) a ₹60 milhões (US$ 3,75 milhões) para cada campanha. Kaif foi incluída na lista da Forbes dos artistas mais ricos da Índia de 2012 a 2019, alcançando a nona posição em 2013, com uma renda anual estimada de ₹652 milhões (US$ 40,73 milhões). De acordo com uma estimativa da Forbes India de 2021, seu patrimônio líquido é de ₹2 bilhões (US$ 124,95 milhões). Desde 2022, ela é uma das atrizes de Bollywood mais seguidas no Instagram.